# Torneo di Wimbledon 1890 - Singolare femminile
La detentrice del titolo Blanche Bingley non lo ha potuto difendere perché era incinta.
A questa edizione parteciparono solo quattro tenniste, il numero più basso nella storia del torneo londinese.
Lena Rice ha battuto in finale May Jacks per 6-4, 6-1, è stata la prima e ad oggi unica irlandese capace di trionfare ai Championships.

## Tabellone

### Legenda
| - Q = Qualificato - WC = Wild card - LL = Lucky loser | - ALT = Alternate - SE = Special Exempt - PR = Protected Ranking | - w/o = Walkover - r = Ritirato - d = Squalificato |

### Fase preliminari
|  | Semifinali    | Semifinali    | Semifinali    | Semifinali | Semifinali |  |  | Finale    | Finale    | Finale    | Finale | Finale |  |
|  |               |               |               |            |            |  |  |           |           |           |        |        |  |
|  | May Jacks     | May Jacks     | May Jacks     | 6          | 7          |  |  |           |           |           |        |        |  |
|  | Edith Cole    | Edith Cole    | Edith Cole    | 4          | 5          |  |  | May Jacks | May Jacks | May Jacks | 4      | 1      |  |
|  | Lena Rice     | Lena Rice     | Lena Rice     | 7          | 6          |  |  | Lena Rice | Lena Rice | Lena Rice | 6      | 6      |  |
|  | Mary Steedman | Mary Steedman | Mary Steedman | 5          | 2          |  |  |           |           |           |        |        |  |